# Coppa del Kosovo 2017-2018
La Coppa del Kosovo 2017-2018 (Digitalb Kupës së Kosovës) è stata la 25ª edizione del torneo, la seconda riconosciuta dalla UEFA. Il torneo è iniziato il 18 ottobre 2017, con i turni preliminari, e si è concluso il 27 maggio 2018. La squadra vincente della coppa si è qualificata per il primo turno preliminare dell'Europa League 2018-2019. Il Besa Peć era la squadra campione in carica. Il Prishtina ha vinto il trofeo per la sesta volta nella sua storia.

## Ottavi di Finale
| Squadra 1        | Risultato       | Squadra 2        |
| ---------------- | --------------- | ---------------- |
| 14 febbraio 2018 |                 |                  |
| Ballkani         | 0 – 1 (dts)     | Gjilani          |
| Trepça '89       | 0 – 2           | Llapi            |
| Vëllaznimi       | 1 – 0           | Rahoveci         |
| Drenica          | 7 – 1           | Arbëria          |
| Vushtrria        | 1 – 1 (6-5 dtr) | Liria            |
| Istogu           | 0 – 1           | Drita            |
| Prishtina        | 5 – 0           | Kosova Prishtinë |

## Quarti di finale
Drenica qualificato direttamente alle Semifinali.
| Squadra 1    | Risultato       | Squadra 2  |
| ------------ | --------------- | ---------- |
| 6 marzo 2018 |                 |            |
| Drita        | 2 – 2 (5-6 dtr) | Vëllaznimi |
| 7 marzo 2018 |                 |            |
| Gjilani      | 0 – 1           | Vushtrria  |
| Llapi        | 2 – 2 (2-3 dtr) | Prishtina  |

## Semifinali
| Squadra 1                      | Totale      | Squadra 2  | Andata | Ritorno     |
| ------------------------------ | ----------- | ---------- | ------ | ----------- |
| 4 aprile 2018 / 18 aprile 2018 |             |            |        |             |
| Drenica                        | 1 - 1 (gfc) | Vëllaznimi | 1 - 1  | 0 - 0       |
| Prishtina                      | 2 - 1       | Vushtrria  | 1 - 0  | 1 - 1 (dts) |

## Finale
| Arbitro: | Tahiri |

|           |                      |            |
| Basit 21’ | Marcatori            | 79’ Rogova |
|           | Tiri di rigore 5 – 4 |            |